# Élections territoriales néo-calédoniennes de 1972
Les élections territoriales de 1972 eurent lieu le 10 septembre pour renouveler l'Assemblée territoriale de la Nouvelle-Calédonie, dont le mandat de cinq ans, précédemment renouvelé le 9 juillet 1967, arrivait à son terme.

## Contexte
La fin des années 1960 et le début des années 1970 sont marquées par le « boom du nickel » (forte croissance économique portée par les importations de nickel, la demande ayant augmenté du fait de la guerre du Viêt Nam et à la suite de nombreuses grèves dans ce secteur au Canada) qui a entraîné une importante immigration de travailleurs (15 000 personnes entre 1967 et 1972), notamment en provenance de Wallis-et-Futuna. La centralisation gaullienne s'est poursuivie, culminant avec les lois Billotte de 1969 dont la mesure la plus contestée, notamment par l'Union calédonienne qui réclame leurs abrogations, reste l'intégration dans les compétences de l'État des questions minières, tandis que la généralisation sur l'ensemble du territoire de la municipalisation est perçue par les défenseurs de revendications identitaires mélanésiennes comme une substitution à l'organisation en tribus. Sur le plan politique, cette période voit également l'apparition des premiers mouvements indépendantistes au sein de la communauté Kanak, généralement proches de l'extrême-gauche métropolitaine : les « Foulards rouges » de Nidoïsh Naisseline (fils du grand-chef de Guahma à Maré et figure de la droite gaulliste locale, Henri Naisseline) en 1969 et le « Groupe 1878 » d'Élie Poigoune en 1971. 
L'Union calédonienne, parti autonomiste dominant pratiquement sans partage la vie politique locale depuis les années 1950, connaît dans le même temps ses plus fortes divisions internes depuis sa création en 1953, notamment du fait du degré d'autonomie à défendre et de la personnalité de plus en plus contestée de son chef, l'ancien député Maurice Lenormand, de retour sur le devant de la scène depuis 1971 après sept ans passés dans l'ombre (condamné en 1964 pour sa participation à une rixe à Nouméa, il bénéficie de la grâce présidentielle après l'élection de Georges Pompidou en 1969 et revient dans le bureau du parti en tant que « commissaire général » lors de son congrès du Mont-Dore de janvier 1971). Deux importantes dissidences ont lieu alors, tant du côté des Kanaks que de la composante « Caldoche » (nom qui commence à être donné aux natifs néo-calédoniens de souche européenne). Les 23 et 24 janvier 1971, le conseiller territorial UC Yann Céléné Uregeï, personnalité influente au sein des mélanésiens du mouvement et tout particulièrement aux Îles Loyauté, crée son propre parti, l'Union multiraciale, le premier à être strictement kanak. Uregeï s'est éloigné peu à peu de la direction du « parti à la croix verte » (l'UC) depuis la fin des années 1960, ne l'estimant pas assez zélé sur la question de l'autonomie et dans la défense des intérêts des Kanak, le considérant comme un « parti bourgeois », et en soutenant les actions radicales des groupes indépendantistes. Il avait finalement démissionné du camp majoritaire après avoir échoué à se faire reconnaître par lui comme son candidat pour prendre la présidence de l'Assemblée territoriale en septembre 1970, le perchoir revenant alors à Jean Lèques. Il est rejoint par d'autres personnalités mélanésiennes, notamment le membre du conseil de gouvernement (l'exécutif local) François Néoeré, Edmond Nekirai ou Willy Nemia, et, plus tard, en 1972, par Théophile Wakolo Pouyé, figure historique de l'UC sur la côte est. Après le congrès du Mont-Dore, c'est au tour d'une « jeune garde » composée de quadragénaires « caldoches » hostiles au retour de Maurice Lenormand tels que le président de l'Assemblée territoriale Jean Lèques, Max Frouin, le maire de Poya Georges Nagle ou Évenor de Greslan, soutenus par l'ancien sénateur Armand Ohlen, de s'affranchir du « parti à la croix verte ». Restant fermement attachés à une Nouvelle-Calédonie dans la République française tout en défendant une forme de décentralisation, ils critiquent également une direction de l'UC qui, selon eux, va alors trop loin sur le chemin de la défense de la spécificité politique et institutionnelle locale et de l'opposition au pouvoir central. Le divorce est consommé lorsque ces cinq élus territoriaux contribuent à faire rejeter une motion demandant plus d'autonomie le 5 juillet 1971. Le 19 août suivant, ils créent, avec un sixième élu territorial issu pour sa part de l'opposition de droite, Claude Parazols, le Mouvement libéral calédonien (MLC). 
L'opposition de droite anti-autonomiste n'est elle-même pas épargnée par l'éclatement politique. Longtemps divisées, tant pour des raisons idéologiques que de personnes, entre trois principales forces, les gaullistes de Georges Chatenay, les Républicains Indépendants et autres conservateurs libéraux du sénateur Henri Lafleur et du maire de Nouméa Roger Laroque (tous deux avec leurs propres groupes de partisans) et les anciens membres du mouvement mélanésien d'inspiration protestante, l'Association des indigènes calédoniens et loyaltiens français (AICLF) de Doui Matayo Wetta qui fut un des fondateurs de l'UC avant de le quitter en 1960, elle avait réussi à enterrer ses divisions lors des élections territoriales de 1967. Ils avaient formé à cette occasion des listes communes dans toutes les circonscriptions, ils s'étaient finalement réunis dans un parti commun, l'Union démocratique (UD), en 1968. Mais les vieilles querelles resurgissent bientôt et, lors du congrès de Ponérihouen du 12 décembre 1971, la composante gaulliste de Georges Chatenay prend en main la direction de l'UD, entraînant rapidement la défection des autres factions (pro-Lafleur, pro-Laroque et ex-AICLF). Ceux-ci fondent le 5 janvier 1972, sous la conduite de Roger Laroque et de Henri Lafleur, l'Entente démocratique et sociale (EDS), avec le renfort de Roger Delaveuve qui avait été le seul élu en 1967 de la petite liste conservatrice et agrarienne de l'« Union des patentés et propriétaires fonciers ».
Le clivage principal de ces élections se fait donc encore une fois entre autonomistes et anti-autonomistes, le découpage entre les deux camps étant légèrement remaniés : on trouve ainsi dans le premier l'Union calédonienne et l'Union multiraciale, qui bien que désormais séparés restent des alliés au sein des institutions, réclamant tous deux l'abrogation de l'ensemble des lois Billotte ainsi que de la loi Jacquinot de 1963 ; de l'autre côté, on retrouve les traditionnels opposants à l'UC (l'Union démocratique et l'Entente démocratique et sociale), mais aussi tous ceux qui, bien que favorables à une forme de décentralisation estiment que les autonomistes vont trop loin, comme le Mouvement libéral calédonien. Enfin le petit parti de type « ouvriériste » et « populaire » (voire accusé de populisme) d'Alain Bernut, le Mouvement populaire calédonien, tente de se présenter comme la force dépassant cette opposition et mène une campagne en direction des salariés et petits commerçants.

## Organisation du scrutin
Le scrutin a lieu au suffrage universel direct, pour pourvoir pour un mandat de cinq ans à la proportionnelle de liste 35 sièges répartis en quatre circonscriptions : 
- sud : 16 sièges ;
- ouest : 7 sièges ;
- est : 7 sièges ;
- îles Loyauté : 5 sièges.

## Résultats
- Autonomistes : 45 %, 17 sièges :
  - Union calédonienne (centre, menée par le député PDM Rock Pidjot et l'ancien député CD Maurice Lenormand) : 55,5 %, 12 sièges
    - Sud : 3 élus (Maurice Lenormand, Rock Pidjot, Paul Griscelli)
    - Ouest : 3 élus (Jean-Pierre Aïfa, Gabriel Païta, Paul Napoarea)
    - Est : 4 élus (Roland Caron, Similien Nahiet, Eugène Ayawa, Jean-Marie Chanene)
    - Îles : 2 élus (Jean Caba, Jérôme Banukone)

  - Union multiraciale (gauche, menée par Yann Céléné Uregeï) : 5 sièges 
    - Ouest : 1 élu (Edmond Nékiriai)
    - Est : 1 élu (André Gopoea)
    - Îles : 3 élus (Yann Céléné Uregeï, Willy Némia, Pierre Issamatro)
- Anti-autonomistes : 49 %, 16 sièges :
  - Entente démocratique et sociale (droite non gaulliste, menée par le sénateur RI Henri Lafleur et le maire de Nouméa Roger Laroque) : 7 sièges (dont 1 AICLF) 
    - Sud : 5 élus (Roger Laroque, Lionel Cherrier, Michel Kauma, Jacques Lafleur, Edmond Caillard)
    - Ouest : 1 élu (Roger Pène)
    - Est : 1 élu (Kiolet Néa Galet)

  - Mouvement libéral calédonien (centre droit libéral, mené par le président de l'Assemblée territoriale Jean Lèques et Georges Nagle) : 5 sièges
    - Sud : 4 élus (Jean Lèques, Max Frouin, Claude Parazols, Freddy Gosse)
    - Ouest : 1 élu (Georges Nagle)

  - Union démocratique (droite gaulliste, menée par Georges Chatenay) : 4 sièges :
    - Sud : 2 élu (Georges Chatenay, Dick Ukeiwé)
    - Ouest : 1 élu (René Hénin)
    - Est : 1 élu (Marcel Dubois)
- Mouvement populaire calédonien (Centre gauche ouvriériste modéré, menée par Alain Bernut) : 6 %, 2 élus 
  - Sud : 2 élus (Alain Bernut, Claude Fournier)

## Conséquences
Pour la première fois depuis sa création en 1953, l'Union calédonienne ne dispose plus de la majorité absolue au sein de l'assemblée locale. Si elle reste le premier parti du Territoire, sa représentation passe de 15 sièges avant le scrutin à 12 élus après l'élection. Et même avec son allié autonomiste de l'Union multiraciale, qui réalise un score particulièrement bon aux Îles Loyauté où il remporte 3 des 5 sièges à pourvoir, elle ne dispose que de 17 conseillers territoriaux sur 35. Les deux partis formant le bloc autonomiste ont totalisé 45 % des voix, contre 49 % aux listes anti-autonomistes (55 % si on y ajoute le MPC). Au sein de la droite, l'EDS s'impose comme la principale force tant de l'opposition à l'UC que dans la circonscription Sud où elle rafle 5 des 16 sièges. L'Union démocratique quant à elle récupère l'électorat « Broussard », en faisant jeu égal avec l'UC dans la circonscription Ouest avec 2 élus chacun. Le MLC apparaît comme une force d'appoint sérieuse, avec 5 sièges (soit autant que l'Union multiraciale, deux élus de moins seulement que l'EDS et un de plus que l'UD) et une solide implantation dans le Sud (4 sièges). Le MPC d'Alain Bernut se maintient quant à lui par rapport au score réalisé par son prédécesseur (« Calédonie nouvelle ») en 1967.
La nouvelle assemblée ne dispose donc plus d'une majorité claire, entraînant un partage des responsabilités entre les deux camps. Le 26 septembre 1972, Michel Kauma, de l'EDS et ex-UC-UICALO, est élu au perchoir. Le 4 octobre suivant, c'est au tour du conseil de gouvernement d'être désigné à la proportionnelle, chaque groupe politique (soit au moins 5 membres) pouvant disposer d'au moins un représentant au sein de l'exécutif local. Ainsi, sur cinq conseillers de gouvernement, l'Union calédonienne obtient deux membres (Jean-Pierre Aïfa immédiatement remplacé par son suivant de liste Claude Meyer, et Philémon Pidjot), l'EDS, le MLC et l'Union multiraciale chacun un (respectivement Jacques Lafleur, Claude Parazols et François Néoeré).